# Melaloncha lobata
Melaloncha lobata är en tvåvingeart som beskrevs av Brown 2004. Melaloncha lobata ingår i släktet Melaloncha och familjen puckelflugor.
Artens utbredningsområde är Costa Rica. Inga underarter finns listade i Catalogue of Life.